# 鹦雀
鹦雀属（学名：Erythrura）是雀形目梅花雀科下的小型鳥類，羽毛多彩。鹦雀起源于东南亚，在新几内亚、北澳大利亚和众多太平洋岛屿上均有分布。鹦雀主要栖息于竹灌丛和草地里，亦可栖息于农田、公园和花园等人造栖息地中。部分物种常被作为观赏鸟类饲养。
鹦雀体长9至15厘米，羽毛通常为绿色。大多数物种的头部有着蓝色或红色的斑点，而臀部与尾羽呈红色。尾羽长而尖锐。
鹦雀的主要食物是种子，特别是草籽。部分鹦雀亦食用水果和小型昆虫。多数物种均成群觅食，并以高亢的鸟鸣保持联系。
由于栖息地丧失和退化，鹦雀属下的三个物种被列为易危级，分别为绿脸鹦雀、皇鹦雀和黑脸鹦雀。

## 物种列表
目前已知共有12种鹦雀。胡锦鸟（或，又名七彩文鸟）亦常被归入此属。
- 长尾鹦雀 Erythrura prasina (Sparrman, 1788)
- 绿脸鹦雀 Erythrura viridifacies Hachisuka & Delacour, 1937
- 绿尾鹦雀 Erythrura hyperythra (Reichenbach, 1862)
- 红喉鹦雀 Erythrura psittacea (Gmelin, JF, 1789)
- 斐济鹦雀 Erythrura pealii Hartlaub, 1852
- 皇鹦雀 Erythrura regia (Sclater, PL, 1881)
- 红头鹦雀 Erythrura cyaneovirens (Peale, 1849)
- 黑脸鹦雀 Erythrura kleinschmidti (Finsch, 1878)
- 帝汶鹦雀 Erythrura tricolor (Vieillot, 1817)
- 红耳鹦雀 Erythrura coloria Ripley & Rabor, 1961
- 大蓝脸鹦雀 Erythrura papuana Rothschild & Hartert, EJO, 1900
- 蓝脸鹦雀 Erythrura trichroa (Kittlitz, 1833)